# Carpinus kweichowensis
Carpinus kweichowensis — вид квіткових рослин з родини березових. Поширення: Китай (Гуйчжоу, Юньнань).

## Біоморфологічна характеристика
Це дерево до 28 метрів заввишки; кора сіра, гладка. Гілочки сіро-коричневі, в молодому віці густо ворсинчасті, ± голі. Ніжка листка 1.2–1.5 см, густо жовто ворсинчаста. Листкова пластинка еліптична, вузькоеліптична, довгаста або вузько довгаста, 8–12 × 3.5–5.5 см, знизу рідко запушена вздовж жилок, борідчаста в пазухах бічних жилок, зверху в молодому віці густо запушена вздовж середньої жилки на основі верхівки, основа майже округла, рідко округло-клиноподібна або майже серцеподібна, край нерівномірно і подвійно дрібно-пилчастий, верхівка загострена або гостра; бічні жилки 10–16 з кожного боку від середньої жилки. Жіноче суцвіття 8–15 × ≈ 5 см. Горішок широкояйцеподібний, ≈ 6 × 5 мм, густо запушений, ворсинчастий на верхівці, 8- або 9-ребристий. Цвітіння травень і червень, плодіння липень — вересень.

## Середовище
Населяє субтропічні широколистяні ліси; 1100–1200 метрів